# Enlilnasir I
Enlilnasir I o Enlil-nasir I va ser un rei d'Assíria que va governar potser entre els anys 1500 aC i 1490/1485 aC, segons la cronologia mitjana. La Llista dels reis d'Assíria diu que va governar 13 anys. Segons la Història sincrònica (un text babiloni del segle viii aC que fa referència a les relacions entre Babilònia i Assíria durant la dominació cassita) hauria estat contemporani del rei Ulamburiaix que regnava cap a l'any 1500 aC.
Va restaurar les torres d'un temple a Assur, no se sap quin, ja que el nom apareix damnat al text. Aquest temple havia estat fundat per Ixme-Dagan II.
El va succeir el seu fill Nurili, segons la Llista dels reis d'Assíria.